# Бичок рудий
Бичок рудий (Ponticola eurycephalus) — риба із родини бичкових (Gobiidae). В літературі часто зустрічається під назвою Neogobius cephalarges, але під цією назвою в 1814 р. Петер-Симон Паллас описав одну з форм бичка-кругляка. Зустрічається в приловах до інших видів бичків, але промислового значення не має.

## Характеристика

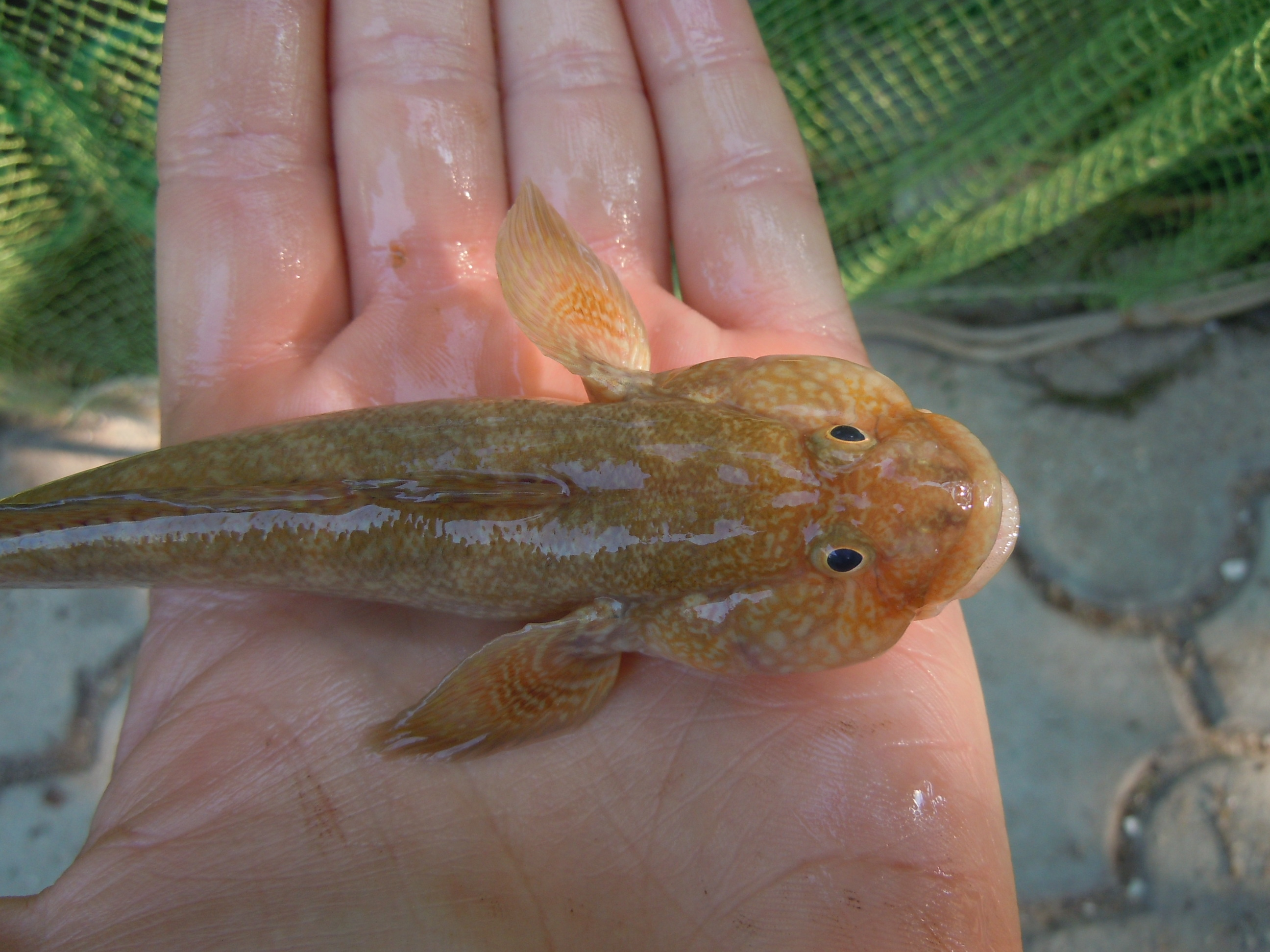
Бичок рудий з Дніпровського лиману

Потилиця повністю вкрита лускою; луска циклоїдна. Висота голови на рівні очей трохи менше або дорівнює ширині. Міжорбітальний простір становить 0,4-0,6 діаметра ока. Кут щелепи нижче передньої чверті ока. Рило становить 1,3-1,5 орбіти. Верхня губа помірно розширюється ззаду. Черевний присосок складає три чверті довжини черева, передня мембрана з великими, кутовими, бічними лопатями, до 0,4 ширина заднього краю. Висота хвостового стебла 0,8-0,9 його довжини. D1 VI (V-VII); D2 I + 17-19 (16-20); AI + 13-14 (12-15), Р 19-20 (18-21). Лусок у бічній лінії 63-71 (58-74). Хребців 34 (33-35). Колір темний, з блідим смужкою по краю другого спинного плавця. Сягає довжини до 20 см.

## Ареал
Бичок рудий поширений в Чорному морі біля узбережжя Болгарії, Румунії, Кавказу, гирлі Дону. В Україні поширений у північно-західній частині Чорного моря, біля Одеси, в лиманах Березанському, Бузькому, в Керченській протоці, біля Кримського узбережжя.
Вид був виключений з Червоної книги України у 2009 році.